# Łozowa (rejon chmielnicki)
Łozowa – wieś na Ukrainie w obwodzie winnickim, w rejonie chmielnickim, w hromadzie Chmielnik. Według danych na rok 2001 miejscowość zamieszkiwało 245 mieszkańców spośród których 240 wskazało jako ojczysty język ukraiński, a 5 rosyjski. Gęstość zaludnienia wyniosła 222,73 os./km². 

## Klimat
Średnia temperatura wynosi 8 °C. Najcieplejszym miesiącem jest lipiec (22 °C), a najzimniejszym grudzień (–10 °C). Średnia suma opadów wynosi 830 milimetrów rocznie. Najbardziej wilgotnym miesiącem jest maj (100 milimetrów opadów), a najbardziej suchym jest październik (41 milimetrów opadów).